# МТС (Беларусь)
Компания ООО «Мобильные Теле Системы» (МТС) (бел. Мабільныя ТэлеСістэмы) — белорусский оператор сотовой связи. Предоставляет услуги связи стандарта GSM 900/1800, UMTS (WCDMA/HSDPA/HSUPA/HSPA+) и 4G (через сеть beCloud), первый по численности абонентов оператор сотовой связи в Беларуси. Учредителями компании являются РУП «Белтелеком» (Беларусь) (51% уставного капитала) и ПАО «МТС» (Россия) (49% уставного капитала).
Компания начала осуществлять коммерческую деятельность 27 июня 2002 года и стала вторым, после A1, белорусским оператором сотовой связи GSM. За первые четыре дня подключилось 2300 абонентов.
17 октября 2004 года МТС первыми среди белорусских операторов достигнул отметки в 1 миллион активных абонентов. В январе 2005 года рыночная доля компании превысила 50 %.

### Бренд МТС
С момента основания компания работала под брендом МТС своего российского соучредителя. После ребрендинга российской компании СООО «Мобильные ТелеСистемы» 27 июня 2006, в день 4-летия деятельности, также перешло на новый бренд, представляющий собой изображение яйца в красном квадрате.
16 августа 2007 было возбуждено гражданское дело о защите авторского права деятелей белорусской культуры — поэта Алеся Рязанова и художника Виктора Марковца, которые заявляют о своем авторском праве на изображение яйца в квадрате. 16 октября 2007 Верховный суд Беларуси отказал в удовлетворении этого иска.
В конце 2010 года МТС начал модернизацию сети, внедряя связь формат 3G+ (стандарт HSPA+).

## Собственники и руководство
Главным собственником является государство — Беларусь (51 % акций). Миноритарным акционером (49 % акций) является российская компания Мобильные ТелеСистемы.
По состоянию на октябрь 2011 года, компания ПАО «МТС» (Россия) начала переговоры с РУП «Белтелеком». Предметом переговоров является доведение доли акций Российской компании ПАО «МТС» в СООО «Мобильные ТелеСистемы» до 100 %. Сумма, за которую Республика Беларусь хочет продать 51 % акций «МТС-Беларусь», составляет 1 млрд долларов США. По мнению многих экспертов, эта сумма превышает реальную рыночную стоимость акций «МТС-Беларусь» не менее, чем в два раза.
Генеральным директором компании c 17 апреля 2024 года является Козырь Владимир Владимирович, экс‑начальник КГБ по Минску и области. До этого с 20 сентября 2021 года являлся В. В. Андрейченко. А до этого с 2005 года компанию возглавлял В. С. Карпович.

## Статистика
На 1 октября 2020 г. услугами компании пользовались 5,7 млн абонентов (доля на рынке — около 46 %). Покрытие МТС охватывает 98 % территории страны, на которой проживает 99,7 % населения Беларуси. Техническая инфраструктура сети МТС включает 6200 базовых станций. Ежедневно она обрабатывает свыше 35.500.000 звонков в почти 22.000 населённых пунктах Беларуси. Компания МТС обеспечила 3G 91 % территории Беларуси. Услуга международного роуминга предоставляется в 184 странах мира в сетях 512 GSM-операторов.
Сеть центров обслуживания абонентов МТС включает более 1600 салонов (в том числе более 70 собственных салонов связи МТС), центров обслуживания абонентов и пунктов продаж коммерческих представителей в 721 населённом пункте Беларуси.

## Критика
С 9 по 11 августа 2020 года (в день проведения Президентских выборов в Беларуси и последующие за ним) у МТС были серьёзные проблемы с доступом в интернет по фиксированной и мобильной связи, фактически интернет отсутствовал.
Начиная с 23 августа 2020 года у оператора возникали проблемы с мобильным интернетом. МТС ограничивал доступ в интернет ссылаясь на мероприятия, проводимые уполномоченными государственными органами по обеспечению национальной безопасности. 
Веерные отключения интернета во время протестных акций продолжались до конца года.

## Комплаенс
Компания СООО «Мобильные ТелеСистемы», как крупнейший оператор связи в Республике Беларусь, придаёт особое значение соответствию своей деятельности общепризнанным правилам и стандартам в сфере комплаенс-контроля. В компании закрепляется принцип неприятия коррупции в любых формах и проявлениях как в повседневной деятельности, так и при реализации стратегических проектов.
Придерживаясь основных принципов соблюдения антикоррупционного законодательства и этического делового поведения во всех видах деловых отношений, компания придаёт важное значение, и способствует формированию эффективного, прозрачного и конкурентного рынка услуг электросвязи.
Особое внимание уделяется внутреннему контролю по предотвращению выявления комплаенс-рисков, проведению в этом направлении постоянной работы, включая обучение своих работников.
В целях обеспечения соответствия деятельности компании требованиям антикоррупционного законодательства в СООО «Мобильные ТелеСистемы» создана Комиссия по противодействию коррупции.

## Номера абонентов МТС
- +375 29 2 xx xx xx, +375 29 5 xx xx xx, +375 29 7 xx xx xx, +375 29 8 xx xx xx
- +375 33 3  xx xx xx, +375 33 6 xx xx xx, +375 33 9 xx xx xx

В связи со вводом в Республике Беларусь услуги MNP номера абонентов могут иметь также значения: +375 25 xxx xx xx, +375 29 xxx xx xx, +375 44 xxx xx xx.